# 塞贝托喷泉

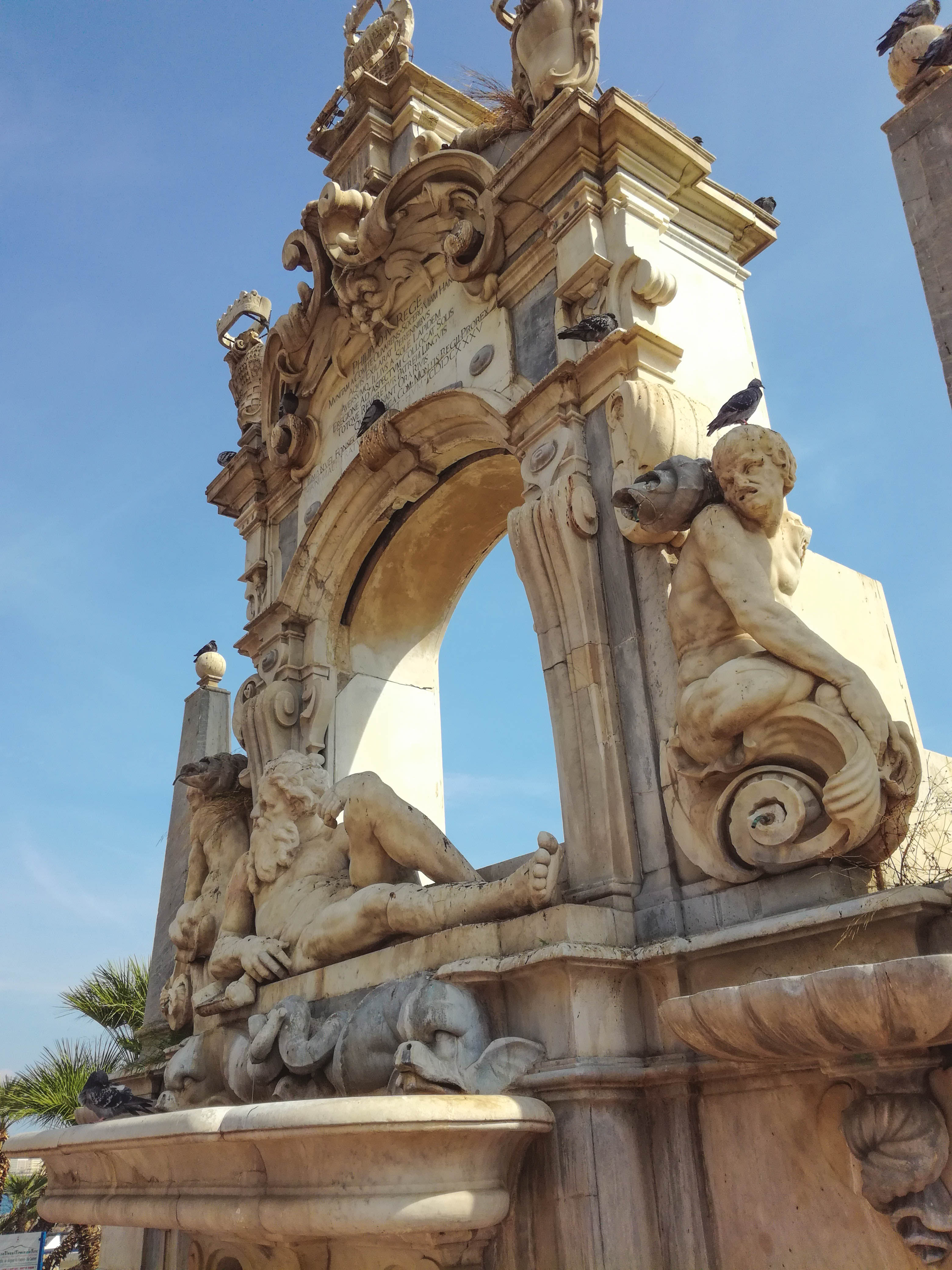
塞贝托喷泉

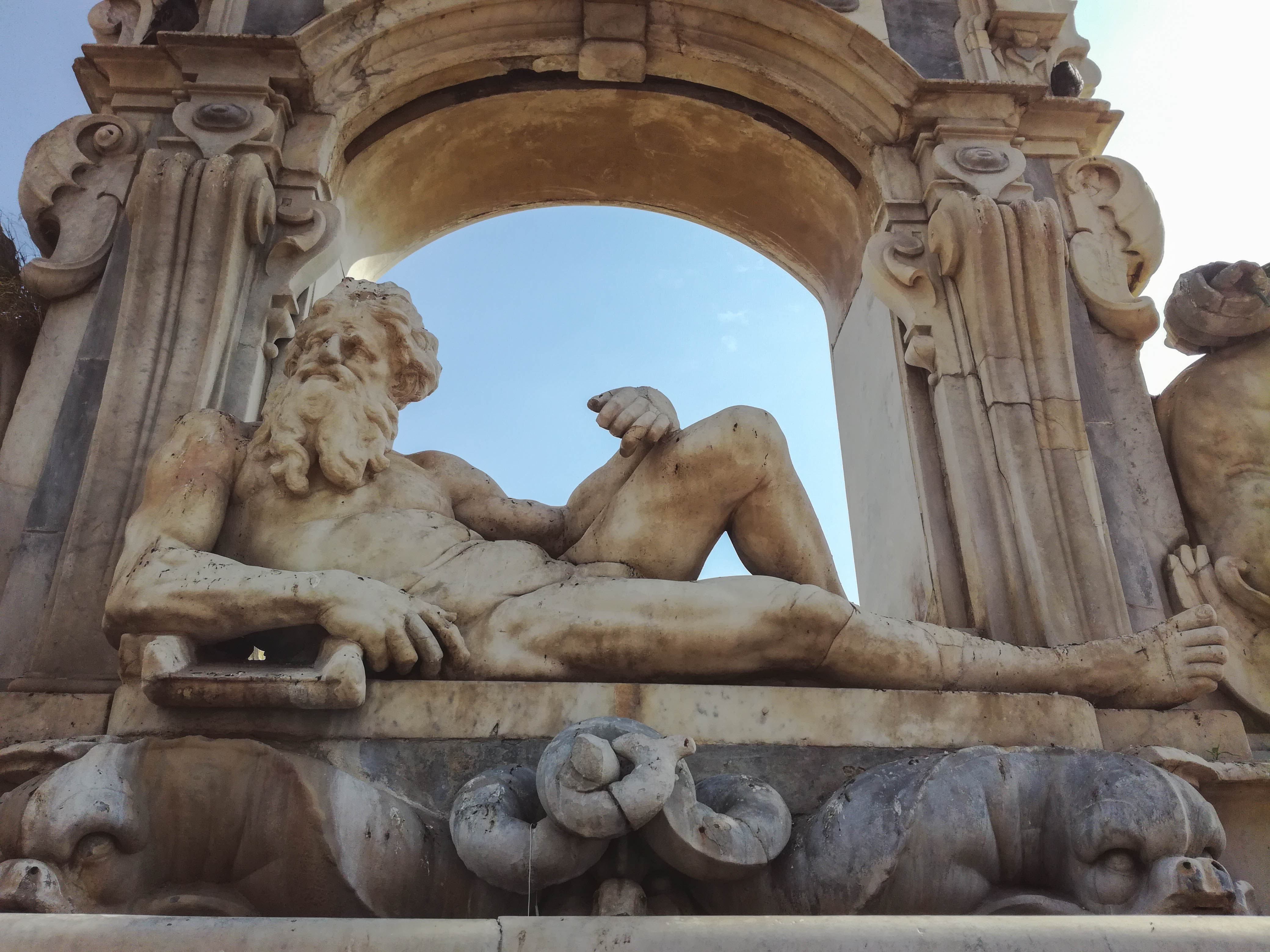
细部

塞贝托喷泉（Fontana del Sebeto）是一个巨大的喷泉，位于意大利那不勒斯梅尔杰利纳区塞尔莫内塔街（largo Sermoneta）。
塞贝托喷泉由丰塞卡总督兴建，Cosimo Fanzago设计。原本坐落在Via Gusmana，在1939年移往现在的位置。中央横卧的老人代表曾经穿过市中心的塞贝托河。喷泉顶部是总督、西班牙国王和那不勒斯市的纹章。 
40°49′23″N 14°13′09″E / 40.823155°N 14.219300°E